# Ангел из ада
«А́нгел из а́да» (англ. Angel from Hell) — американский ситком с элементами фэнтези, созданный Тедом Куиллом. Премьера сериала состоялась на канале CBS 7 января 2016 года. После показа 5 эпизодов сериал был снят с эфира. Со 2 по 23 июля 2016 года в эфир вышли оставшиеся эпизоды шоу.

## Сюжет
Сериал повествует об ангеле по имени Эми, которая выступает в качестве опекуна молодой женщины Элисон Фуллер и завязывает с ней странную дружбу.

## В ролях
- Джейн Линч — Эми
- Мэгги Лоусон — Эллисон Фуллер
- Кайл Борнхеймер — Брэд Фуллер
- Кевин Поллак — Марва Фуллер

## Производство
Телеканал CBS дал зелёный свет на съёмки сериала 8 мая 2015 года, чтобы показать в телесезоне 2015/16 годов. Премьера шоу была намечена на 5 ноября 2015 года, однако позже старт сериала был перенесён на январь 2016 года.

## Эпизоды
| №    | Название                                                | Режиссёр          | Автор сценария                 | Дата премьеры  | Произв. код   | Зрители в США (млн) |
| ---- | ------------------------------------------------------- | ----------------- | ------------------------------ | -------------- | ------------- | ------------------- |
| 1    | «Pilot» «Пилот»                                         | Дон Скардино      | Тед Куилл                      | 7 января 2016  | AFH101        | 8,13                |
| 2    | «Face Your Fears» «Встреться со своими страхами»        | Кларк Мэтис       | Джим Брэндон и Брайан Синглтон | 14 января 2016 | AFH112        | 6,99                |
| 3    | «Go With Your Gut» «Примирись с собой»                  | Дон Скардино      | Крис Харрис                    | 21 января 2016 | AFH102        | 7,03                |
| 4    | «Family Business» «Семейный бизнес»                     | Крэйг Зиск        | Остин Эрл                      | 28 января 2016 | AFH103        | 6,76                |
| 5    | «Soulmates» «Родственные души»                          | Дон Скардино      | Чадд Гиндин                    | 4 февраля 2016 | AFH105        | 6,34                |
| 6    | «Angel Probation» «Ангельский испытательный срок»       | Джей Карас        | Джим Брэндон и Брайан Синглтон | 2 июля 2016    | AFH106        | 1,75                |
| 7    | «Angel Appreciation Day» «День признательности ангелам» | Реджинальд Худлин | Эми Масс                       | 2 июля 2016    | AFH107        | 1,58                |
| 8    | «Practice Guy» «Парень для практики»                    | Стивен Цутида     | Питер Тиббалс и Эрик Голдберг  | 9 июля 2016    | AFH108        | 2,08                |
| 9    | «Rain Check» «Гарантийный талон»                        | Линда Мендоза     | Остин Эрл                      | 9 июля 2016    | AFH110        | 1,92                |
| 10   | «Funsgiving» «День развлечений»                         | Тристрам Шапиро   | Эрик Голдберг и Питер Тиббалс  | 16 июля 2016   | AFH104        | 1,76                |
| 11   | «The Flask» «Бутылка»                                   | Джей Чандрашекхар | Чадд Гиндин                    | 16 июля 2016   | AFH109        | 1,72                |
| 1213 | «Believe Me» «Поверь мне»                               | Дон Скардино      | Аннабель Оукс Эми Масс         | 23 июля 2016   | AFH111 AFH113 | 1,85 1,67           |

## Отзывы критиков
Шоу получило средние оценки. На Metacritic сериал имеет 56 баллов из ста, что основано на 19-ти отзывах критиков. На Rotten Tomatoes шоу держит 41% „свежести“ на основе 32-х рецензий, а средний рейтинг составил 4,7 из 10.